# 1918–1919-es osztrák labdarúgó-bajnokság (első osztály)
Az 1918–1919-es osztrák labdarúgó-bajnokság az osztrák labdarúgó-bajnokság legmagasabb osztályának nyolcadik alkalommal megrendezett bajnoki éve volt. 
A pontvadászat 10 csapat részvételével zajlott. A bajnokságot a Rapid Wien csapata nyerte.  

## A bajnokság végeredménye
| #  | Csapat            | M  | Gy | D | V  | RG | KG | P  |
| -- | ----------------- | -- | -- | - | -- | -- | -- | -- |
| 1  | SK Rapid Wien     | 18 | 15 | 1 | 2  | 67 | 15 | 31 |
| 2  | SC Rudolfshügel   | 18 | 10 | 4 | 4  | 51 | 32 | 24 |
| 3  | Wiener AC         | 18 | 8  | 7 | 3  | 42 | 26 | 23 |
| 4  | Wiener AF         | 18 | 8  | 4 | 6  | 32 | 26 | 20 |
| 5  | Wiener Sportclub  | 18 | 8  | 3 | 7  | 25 | 38 | 19 |
| 6  | Wiener Amateur SV | 18 | 5  | 6 | 7  | 29 | 38 | 16 |
| 7  | Floridsdorfer AC  | 18 | 7  | 1 | 10 | 45 | 35 | 15 |
| 8  | ASV Hertha        | 18 | 5  | 2 | 11 | 34 | 52 | 12 |
| 9  | 1. Simmeringer SC | 18 | 4  | 4 | 10 | 29 | 63 | 12 |
| 10 | SC Wacker         | 18 | 2  | 4 | 12 | 20 | 49 | 8  |

- A Rapid Wien az 1918-19-es szezon bajnoka.